# لودوفيك برثيلوت
لودوفيك برثيلوت (بالفرنسية: Ludovic Berthillot)‏ (و. 1969  م) هو ممثل، ومخرج أفلام، وكاتب سيناريو فرنسي، ولد في روآن.

## وصلات خارجية
- لودوفيك برثيلوت على موقع IMDb (الإنجليزية)
- لودوفيك برثيلوت على موقع قاعدة بيانات الأفلام العربية
- لودوفيك برثيلوت على موقع ألو سيني (الفرنسية)
- لودوفيك برثيلوت على موقع أول موفي (الإنجليزية)
- لودوفيك برثيلوت على موقع قاعدة بيانات الأفلام السويدية (السويدية)
- لودوفيك برثيلوت على موقع قاعدة بيانات الفيلم (الإنجليزية)
- لودوفيك برثيلوت على موقع كينوبويسك (الروسية)